# Celtic Warriors
 (juillet 2025).
Maillots
Les Celtic Warriors sont une franchise régionale galloise de rugby à XV fondée en 2003 puis liquidée au cours de l'été 2004 par la WRU. Au cours de son année d'existence, elle participe à la Celtic League et à la coupe d’Europe.

## Histoire

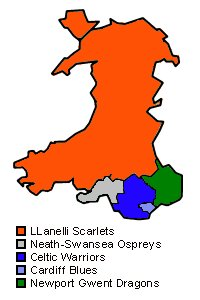
Aires représentées par les franchises galloises en 2003.

Les Warriors étaient une des cinq équipes d’origine du rugby régional gallois. L’équipe fut créée en 2003 quand la WRU prit la décision controversée de restreindre le niveau supérieur du rugby professionnel gallois de neuf clubs à cinq sélections régionales, dans une tentative de copier les modèles à succès de l’Irlande et des trois nations de l’hémisphère sud : la Nouvelle-Zélande, l’Australie et l’Afrique du Sud.
Représentant officiellement le territoire des vallées du Mid Glamorgan, incluant Merthyr Tydfil, Aberdare, Pontypridd, Caerphilly, Bridgend et le sud du Powys, les Celtic Warriors étaient en pratique une fusion des clubs de première division galloise de Pontypridd RFC et Bridgend RFC. Bridgend ayant remporté le championnat gallois en 2003 et Pontypridd étant régulièrement aux avant-postes de la compétition, les Warriors furent considérés parmi les meilleures régions galloises.
L’équipe connut néanmoins de sérieux problèmes dès sa création, à l’instar des deux autres régions issues de la fusion de plusieurs clubs de première division, les Ospreys et les Newport Gwent Dragons. Le nom de la nouvelle équipe, ses couleurs et le lieu de ses matchs à domicile furent l’objet d’âpres discussions tout au long de l’été 2003. Le nom Valley Ravens, bien que controversé, fut considéré par beaucoup comme un bon compromis : Ravens était le surnom de Bridgend et les supporters de Pontypridd appréciaient la référence à la vallée. Ce nom déplut en revanche à un certain nombre de responsables marketing de la WRU. Les noms de Crusaders et Celtic Crusaders rencontrèrent l’hostilité  des deux camps de supporters car ils n’incorporaient l’identité d’aucun de leurs deux clubs. Le nom de Celtic Warriors fut finalement retenu, plus en raison de la nécessité de trouver un nom qu'à la suite d'un réel consensus. Dans le même temps on se disputa aussi autour des couleurs de la nouvelle équipe, jusqu’à ce qu’un compromis sous la forme d’un maillot bleu, noir et blanc, satisfasse la majorité. On parvint également à un accord concernant le lieu des matchs à domicile, la décision de disputer un nombre égal de matchs au Brewery Field de Bridgend et à Sardis Road à Pontypridd étant bien accueillie.
L’équipe elle-même se comporta remarquablement bien pour un effectif entièrement construit pendant l’été, parvenant à de bons résultats aussi bien en Celtic League qu’en coupe d’Europe. Des problèmes financiers à Pontypridd conduisirent néanmoins à la vente de la moitié des Warriors au propriétaire de Bridgend, Leighton Samuel, qui l’offrit ensuite à la WRU, ce qui allait entraîner plus tard la disparition du club. D’autres problèmes s’accumulèrent quand Samuel décida d’abandonner le stade Sardis Road de Pontypridd et de disputer tous les matchs à domicile à Bridgend. Ceci entraîna le club dans un conflit avec plus de la moitié de ses supporters et les assistances qui n’étaient déjà pas grandioses, diminuèrent encore plus.
Un épisode tragi-comique se joua entre le printemps et le début de l’été 2004, au cours duquel Leighton Samuel menaça à plusieurs reprises de vendre l’équipe, se rétractant à chaque fois. Il alla jusqu’à accepter une offre de la WRU avant de changer d’avis. Malheureusement, la transaction fut considérée comme légalement acquise et les Warriors passèrent donc entièrement sous contrôle de la WRU, qui décida de façon controversée de liquider l’équipe à l’été 2004,. Ce qui s’ensuivit fut scandaleux, même en regard des pratiques courantes du rugby gallois, avec des contrats de joueurs bafoués, tandis que l’on poussait ces derniers pour servir de bouche-trous dans les quatre autres régions galloises. Certains joueurs comme Gareth Thomas décidèrent alors de tourner le dos au rugby gallois, signant en France, Angleterre, Irlande et même en Italie.
L’héritage des Warriors sera récupéré par un club de rugby à XIII en 2006. Le 22 juin 2005, le projet de l’équipe de direction du club a été accepté par la Rugby Football League. Une équipe portant le nom de Celtic Crusaders joue donc désormais à Brewery Field au sein de la National League Two et espère accéder à terme à la Super League.